# Witbuikdolfijn
De witbuikdolfijn (Cephalorhynchus eutropia) is een Zuid-Amerikaanse soort dolfijn uit het geslacht Cephalorhynchus.

## Voorkomen
De witbuikdolfijn komt voor in het zuiden van Zuid-Amerika, meer bepaald in de kustgebieden van Chili van Valparaíso tot Vuurland en Kaap Hoorn. Hij komt soms ook in Argentijnse wateren voor. Hij komt vooral voor op afstanden van minder dan 500 meter van de kust en in water van minder dan 20 meter diep. Het is een sedentair dier, maar in de winter komt hij minder vaak aan de kust. Hij houdt zich graag op in gebieden met snelle getijdenwerking en ondiep water nabij de ingang van fjorden. Ze komen al eens in riviermondingen en rivieren. Het is een relatief onopvallende soort die zich af en toe bij boten waagt.
Hij komt voor in kleine groepjes van 2 tot 15 exemplaren, maar in het noorden werden groepen van 20 tot 50 exemplaren gemeld. Er is ook melding van groepen met 4000 exemplaren. Ze worden soms samen gezien met dolfijnen van Peale.
Er zijn vermoedelijk slechts enkele duizenden witbuikdolfijnen. Het IUCN classificeert de soort daarom als kwetsbaar.

## Kenmerken
Een witbuikdolfijn wordt tussen 1,3 en 1,7 meter lang en 30 à 63 kilogram zwaar. Vrouwtjes zijn mogelijk gemiddeld wat groter dan mannetjes. De soort heeft een korte snuit en een kegelvormige kop met een aflopend voorhoofd. Het lijf is bovenaan middelmatig tot donkergrijs. Het hoofd heeft een donkerder masker dat via de onderkaak doorloopt tot op de borstvinnen en bovenaan een uitloper heeft tot aan het spuitgat. Het spuitgat zelf is soms lichtgrijs. Hij heeft een witte, smalle mondlijn. Het voorhoofd is lichter grijs dan het masker en het lijf. De keel is wit, vaak is ook de oksel wit gekleurd. Zoals de naam aangeeft, heeft een witbuikdolfijn een witte vlek op de buik. Die loopt van de flippers tot de geslachtsorganen. Bij vrouwtjes loopt de witte onderkant door tot op de staartaanzet. Rond de geslachtsdelen zitten smalle, grijze delen die verschillen tussen individuen en geslachten. Het grijze oppervlak heeft een vage, zwarte rand net boven de witte buikrand, waardoor de witte buik nog meer afsteekt. De witte keel en buik zijn afgescheiden door een donkere strook die tussen de borstvinnen loopt. Kalfjes zijn iets slanker en het contrast in de tekening en kleur zijn minder uitgesproken dan bij volwassen exemplaren.
De zwarte rugvin is groot, laag en afgerond en heeft een wisselende vorm met een lange basis. Soms zit er een vage rand rond deze vin. De flippers zijn relatief klein en eveneens afgerond. Ze hebben een lange staartvin die in het midden een inkeping heeft en eindigt in scherpen punten.
De dolfijnen hebben in elke tandenrij 29 à 34 kleine, scherpe tanden.
Witbuikdolfijnen verplaatsen zich met golvende bewegingen.

## Voeding
De dolfijnensoort eet inktvis, kleine vissen uit scholen en schaaldieren waaronder krill. Vissen bejagen ze door cirkelvormige en zigzaggende bewegingen te maken.

## Voortplanting
Vermoedelijk is de soort geslachtsrijp op een leeftijd tussen 5 en 9 jaar. De dolfijnen paren in de winter en krijgen om de twee jaar één kalf. Kalveren worden waargenomen tussen oktober en april. De grootte bij geboorte is niet exact bekend, maar wordt op 1 meter geschat.

## Bedreigingen
Witbuikdolfijnen werden vroeger bejaagd als voedsel of als prooi bij het vangen van krabben. De mate waarin ze nu nog gevangen worden, is onzeker. Soms sterven dieren als bijvangst in visnetten. Aquacultuur in hun habitat heeft een invloed op hun gedrag en vormt dus ook een potentiële dreiging.